# Alveolar konsonant
En alveolar fon uttalas genom att tungan förs samman med tandköttet, vid framtändernas fäste. I praktiken grupperas de icke-frikativa alveolara konsonanterna för det mesta med de dentala, de alveolopalatala och de postalveolara, då dessa låter nästan identiskt.
I svenskan finns sex alveolara konsonanter:
- två klusiler: tonande [d], tonlös [t]
- en nasal: [n]
- en tremulant: [r]
- en frikativa: tonlös [s]
- en lateral approximant: [l]